# 359103 Ottopiene
359103 Ottopiene este o planetă minoră (asteroid), cu un diametru de 2,039 km, din centura de asteroizi. A fost descoperită pe 16 ianuarie 2009 la Observatorio de Calar Alto⁠(d) de Felix Hormuth⁠(d). 
Obiectul prezintă o orbită caracterizată de o semiaxă mare de 2,3119568892288 UAi, o excentricitate de 0,2, o înclinație de 12 ° în raport cu ecliptica.